# 平山善均
平山善均（へいざん ぜんきん）は、南北朝時代の臨済宗の僧。

## 経歴・人物
夢窓疎石の法嗣となり、のち京都天竜寺の塔頭の臨川寺住持となる。